# Пожар в аэропорту Братск (1992)
Пожар в аэропорту Братск — чрезвычайное происшествие (пожар), произошедшее в пятницу 19 июня 1992 года в аэропорту Братск. В результате сгорели два самолёта Ту-154 и погиб 1 человек.

## Самолёты

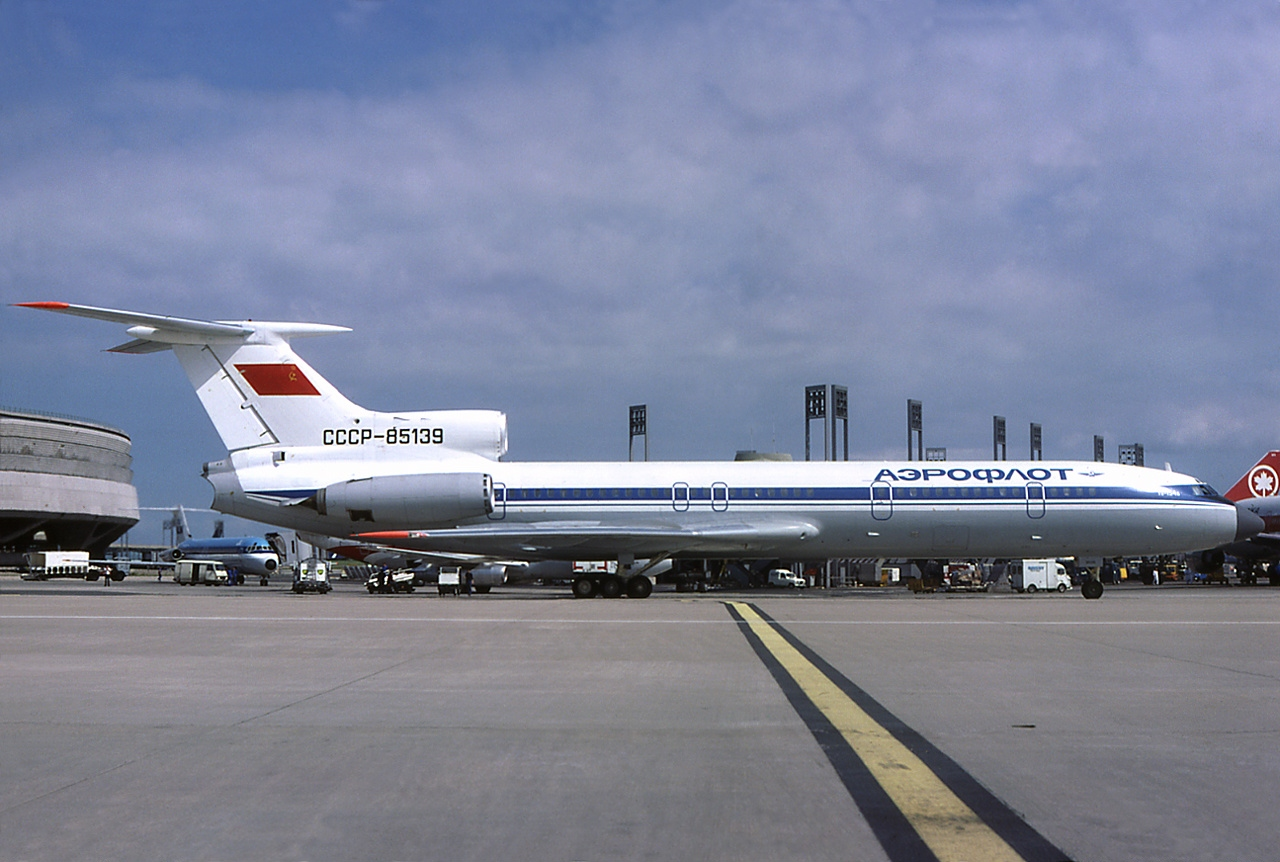
Ту-154Б, схожий с обоими сгоревшими самолётами

Ту-154Б-1 с заводским номером 78А-282 и серийным 02-82 был выпущен Куйбышевским авиазаводом 23 июня 1978 года и 6 июля передан Министерству гражданской авиации, которое присвоило лайнеру бортовой номер CCCP-85282 и направило его в 235-й Отдельный Правительственный авиаотряд. 23 апреля 1981 года самолёт перевели в 1-й Пермский авиаотряд Уральского управления гражданской авиации, а впоследствии в 1-й Свердловский авиаотряд (Уральское УГА).
Ту-154Б-1 с заводским номером 77А-234 и серийным 02-34 был выпущен Куйбышевским авиазаводом 11 сентября 1977 года и 30 сентября передан Министерству гражданской авиации, которое присвоило лайнеру бортовой номер CCCP-85234 и направило его во Внуковский авиаотряд Московского территориального управления гражданской авиации. 21 ноября 1986 года самолёт перевели в 1-й Куйбышевский авиаотряд Приволжского управления гражданской авиации. На день катастрофы авиалайнер имел наработку 31 565 лётных часов и 13 180 циклов (посадок).

## Пожар
18 июня 1992 года борт 85234 Самарского авиапредприятия выполнял рейс 5308 из Владивостока в Самару с промежуточной посадкой в Братске для дозаправки. При обслуживании самолёта были выявлены технические неисправности, в связи с чем было решено данный авиалайнер пока не заправлять. Пассажиры рейса были отправлены в Самару одним из самолётов Братского авиапредприятия, а самарский Ту-154 был оставлен для проведения ремонта.

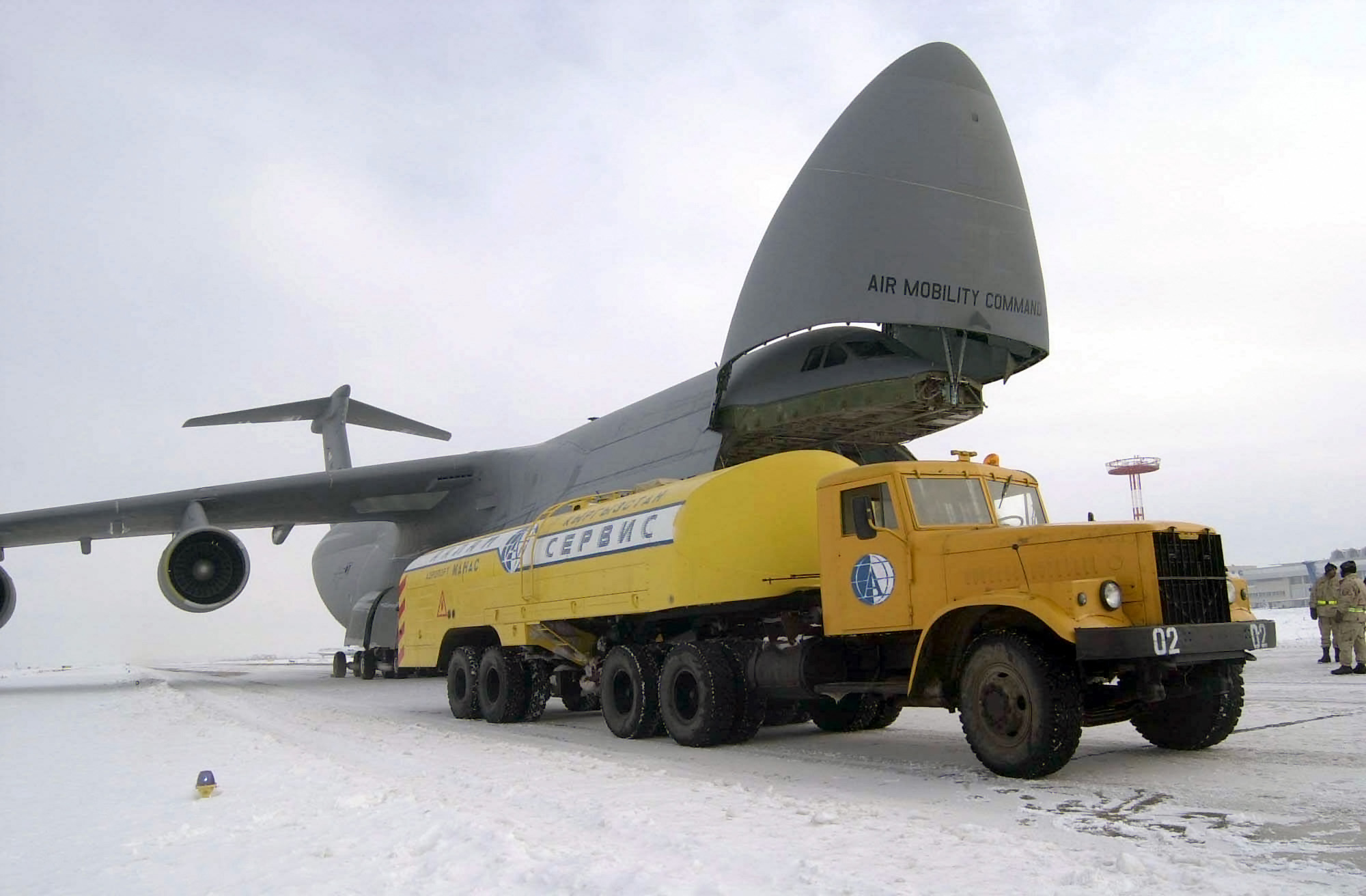
Топливозаправщик ТЗ-22-258

Уже ночью в Братском аэропорту приземлился, а затем встал на соседнюю стоянку борт 85282 Екатеринбургского авиапредприятия, который выполнял рейс 2889 из Владивостока в Екатеринбург и также с промежуточной посадкой в Братске для дозаправки. На борту находились 130 пассажиров, большинство из которых покинули самолёт и ожидали в здании аэровокзала, но 10 пассажиров, включая 5 детей, по разрешению командира экипажа (Н. П. Нелидов) остались в салоне самолёта. Заправка рейса 2889 выполнялась в 3 часа ночи с помощью двух топливозаправщиков ТЗ-22-258 (на базе КрАЗ-258, ёмкость — 22 м3 авиакеросина) по схеме из топливозаправщика в топливозаправщик.
Неожиданно наконечник заправочного шланга второго топливозаправщика отсоединился от приёмника основного топливозаправщика. Хлынувший под напором из расстыкованного шланга авиакеросин попал на выхлопной коллектор работающего двигателя насосного агрегата и воспламенился, вызвав пожар в задней части основного топливозаправщика. Производивший заправку персонал не смог отключить двигатели и прекратить подачу топлива, которое, продолжая выливаться под напором на бетон, быстро увеличивало очаг возгорания. Через несколько минут загорелся борт 85282, затем 85234, а пожарные расчёты не смогли их затушить. При этом была опасность взрыва цистерн с авиакеросином, которые стояли у аэровокзала. Прибывший к месту пожара бригадир смены водителей Геннадий Гаврилов запрыгнул в один из горящих топливозаправщиков и отвёл его из зоны огня. Затем Гаврилов вернулся и начал уводить второй топливозаправщик, но на расстоянии 70 метров произошёл взрыв.
При взрыве бригадир смены Геннадий Гаврилов получил тяжелейшие ожоги и был доставлен в реанимационное отделение городской больницы № 2, где умер 21 июня в 14 часов. Кроме него больше никто не погиб. Оба самолёта были уничтожены, а общий материальный ущерб составил 250 миллионов рублей. Пассажирам были выплачены компенсации (50 рублей за килограмм багажа).

## Причины
Как показало расследование, отсоединение шланга произошло из-за предшествующих действий с ним нетрезвого оператора ГСМ Бердышева. А из-за снятия защитных панелей (капотов) двигателя насосного агрегата произошло попадание топлива на выходной коллектор двигателя, что привело к воспламенению керосина и началу пожара. Как заявил начальник городского отдела безопасности РФ Сергей Горемыко, причиной катастрофы стала «элементарная российская безответственность».